# اسفنگومیلین
اسفنگومیلین (Sphingomyelin) یکی از اسفنگولیپیدها است که در غشای سلول حیوانات یافت می‌شود.
اسفنگومیلین بیش از ۸۵% اسفنگولیپیدهای بدن انسان را تشکیل می‌دهد که به جز غشای سلول‌ها به خصوص در غلاف میلین آکسون نورونهای عصبی وجود دارد. در انسان اسفنگومیلین تنها لیپوپروتئین غشای سلول است که از گلیسرول ساخته نشده است.

## نگارخانه

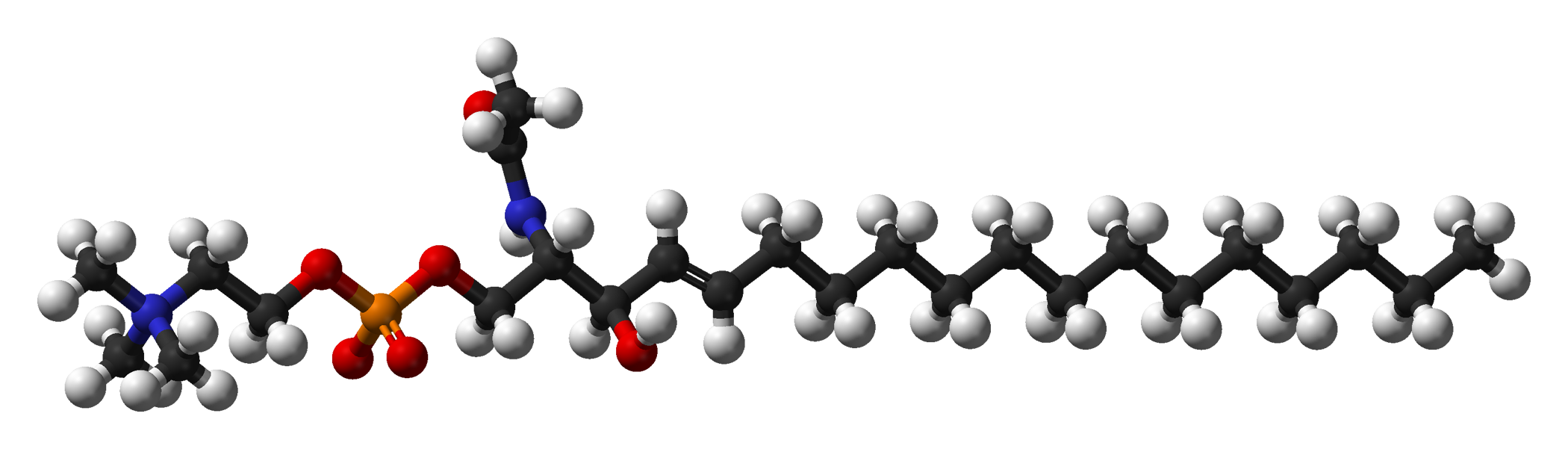
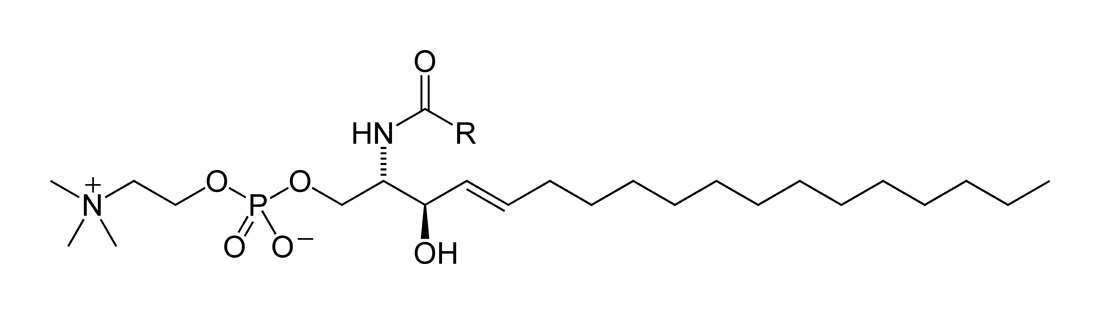